# هيلموت بيكر
هيلموت بيكر (بالألمانية: Helmut Becker)‏ هو أستاذ جامعي ألماني، ولد في 8 مارس 1927 في Geisenheim ‏ في ألمانيا، وتوفي بنفس المكان في 19 يوليو 1990.

## معرض صور

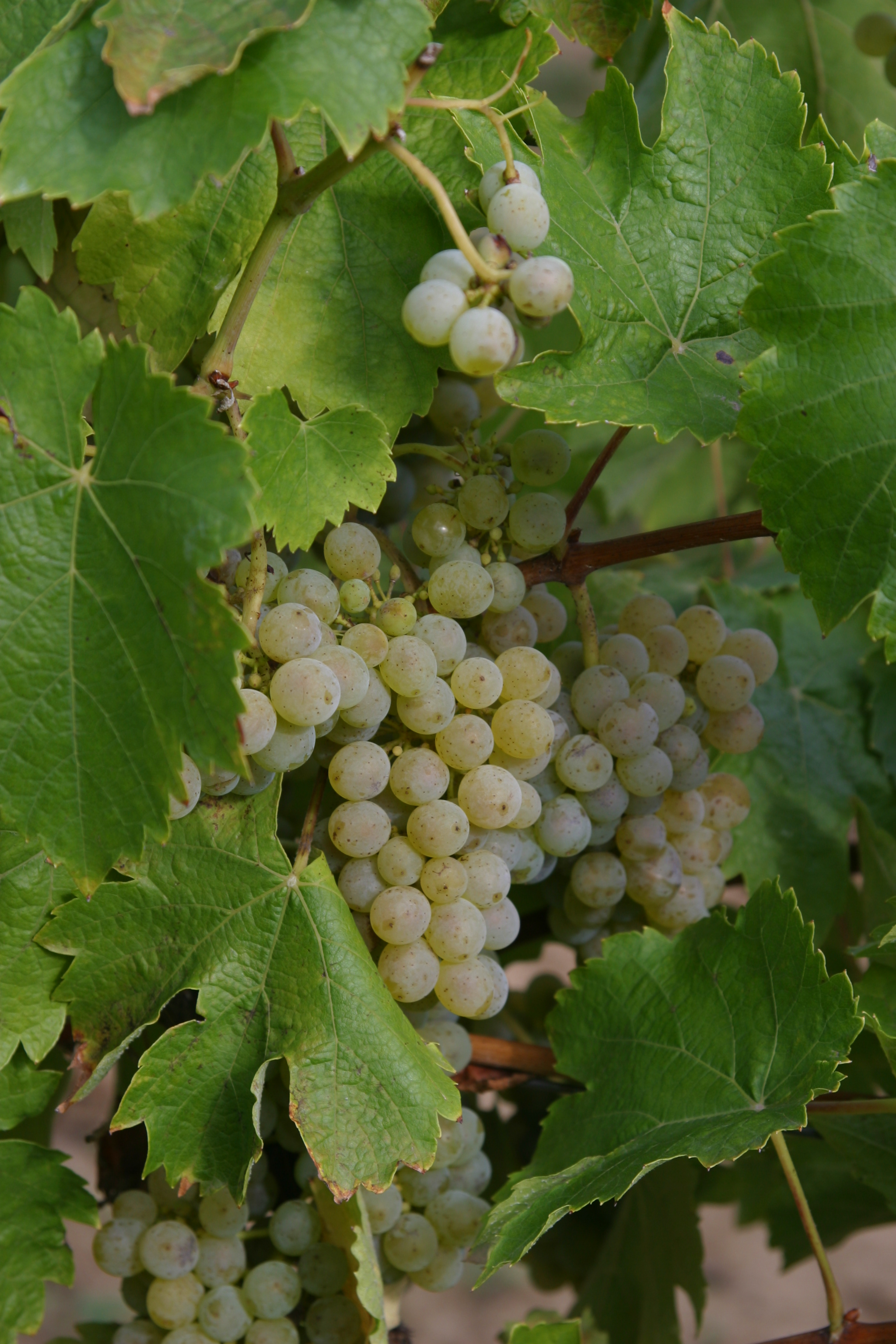
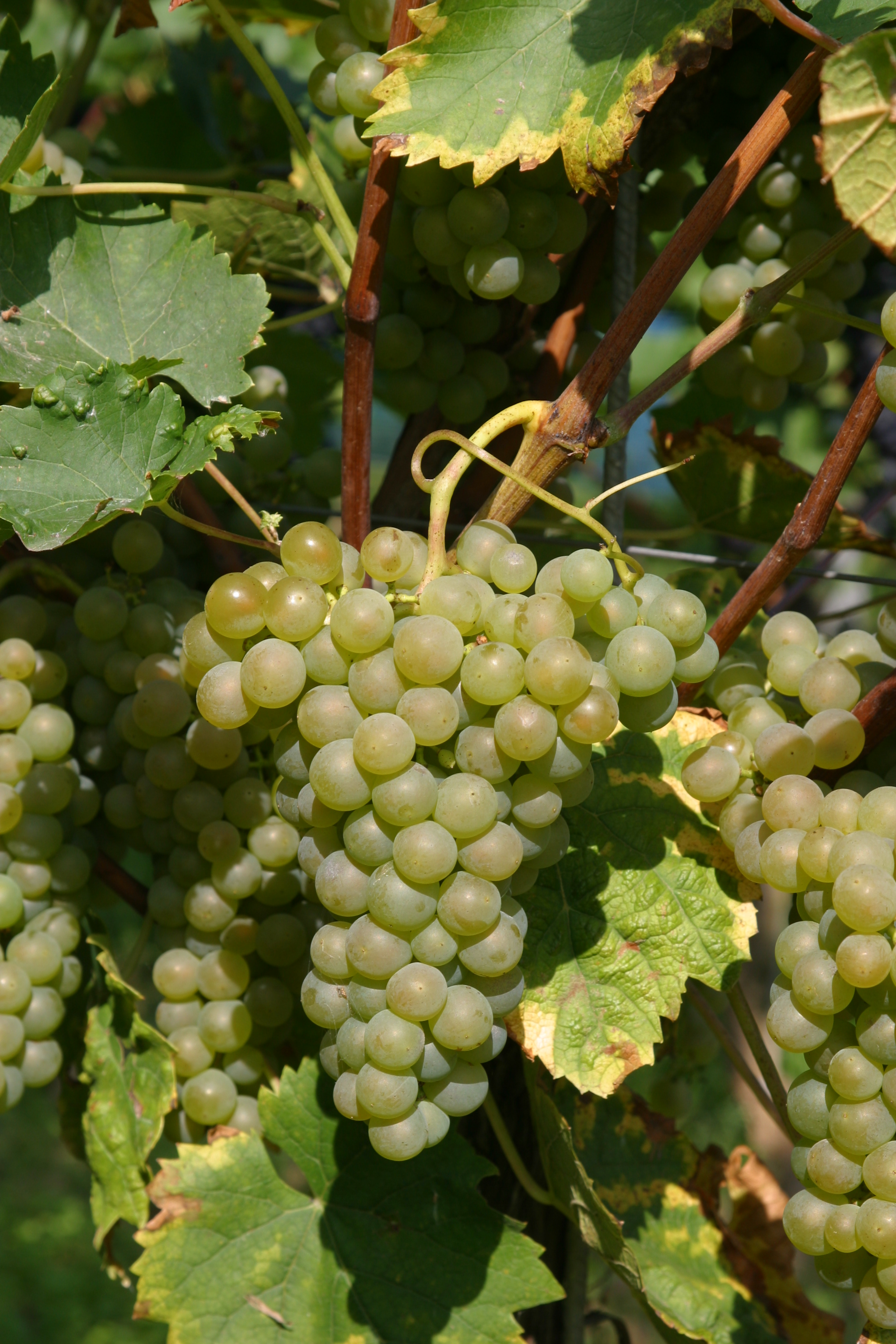
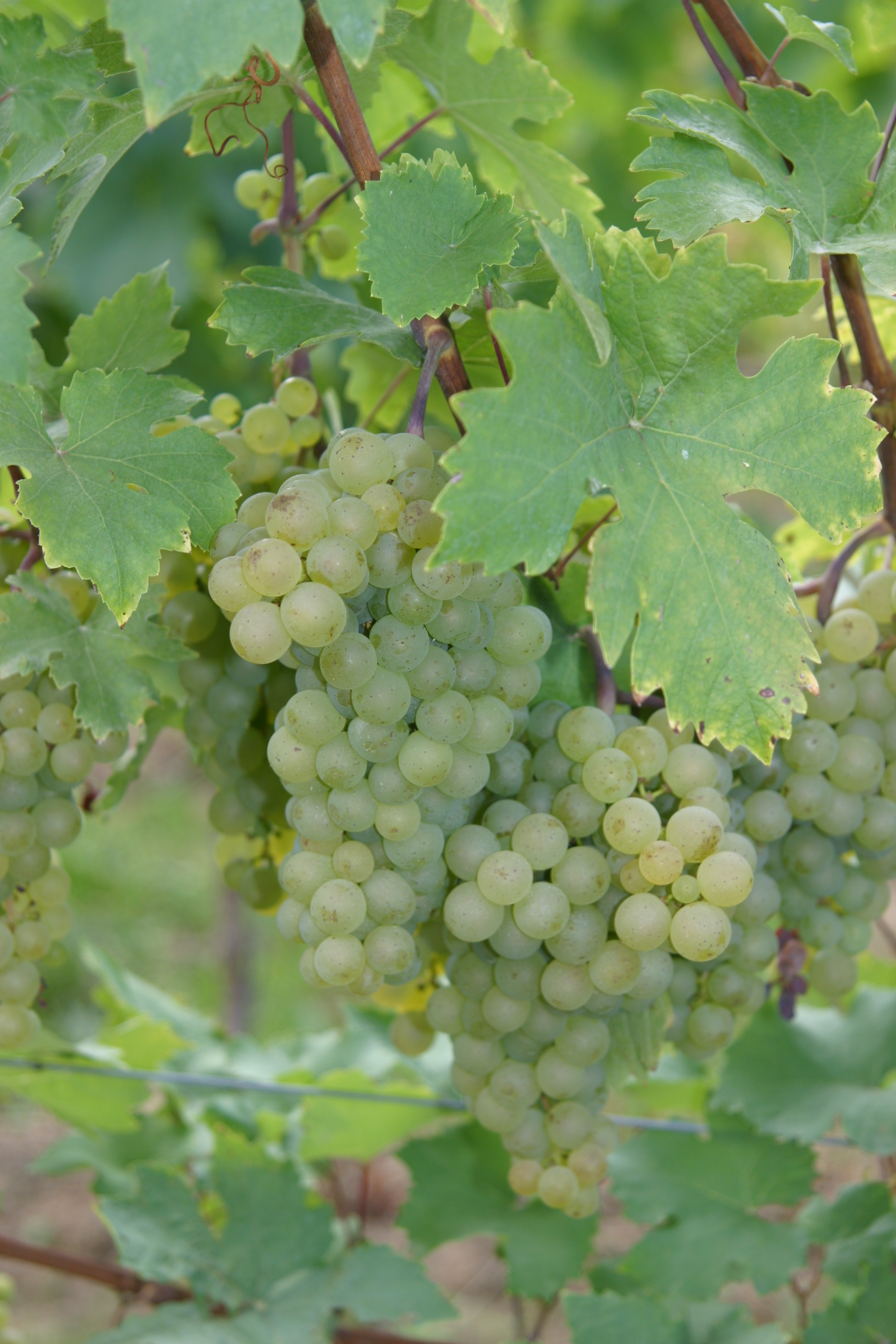
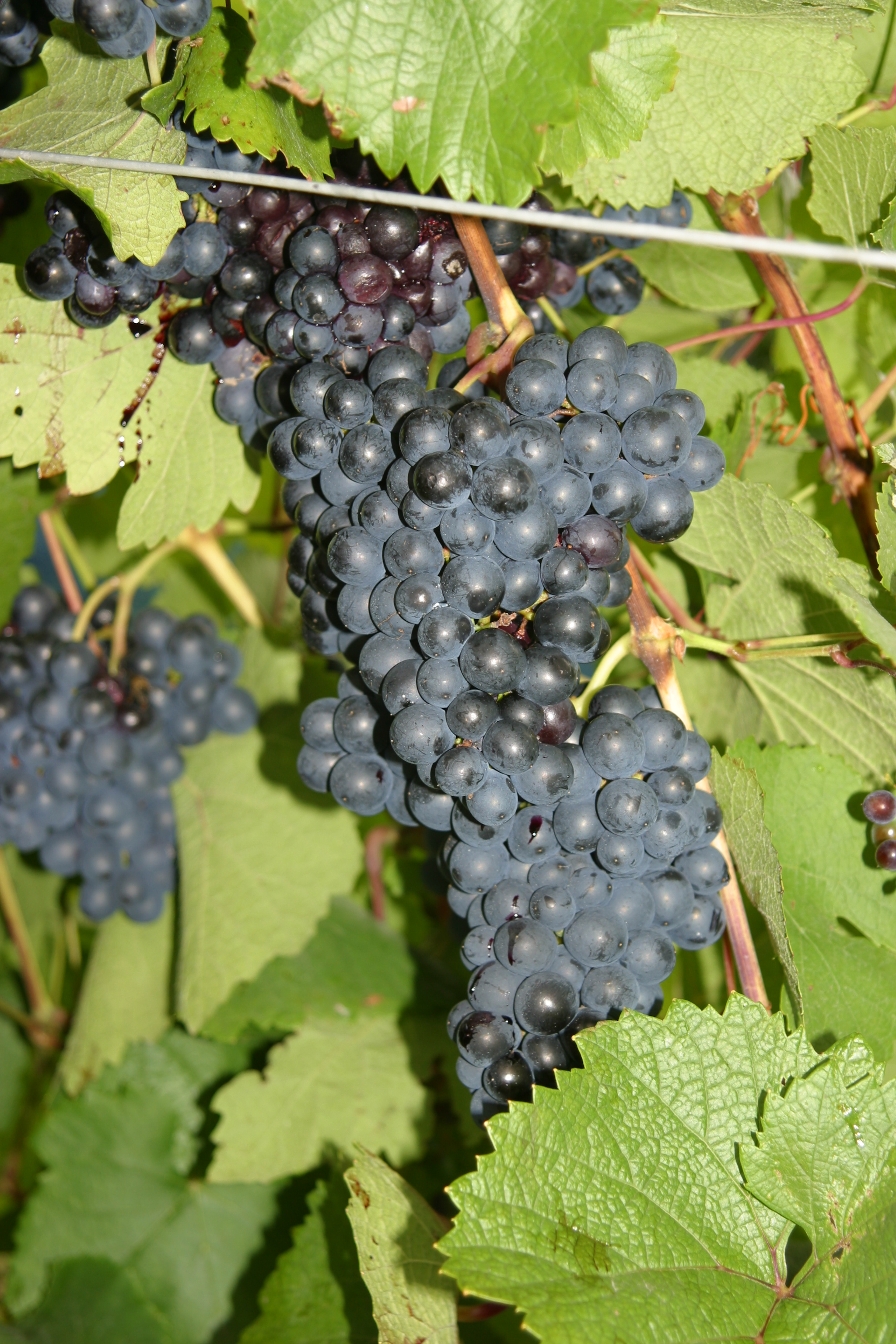
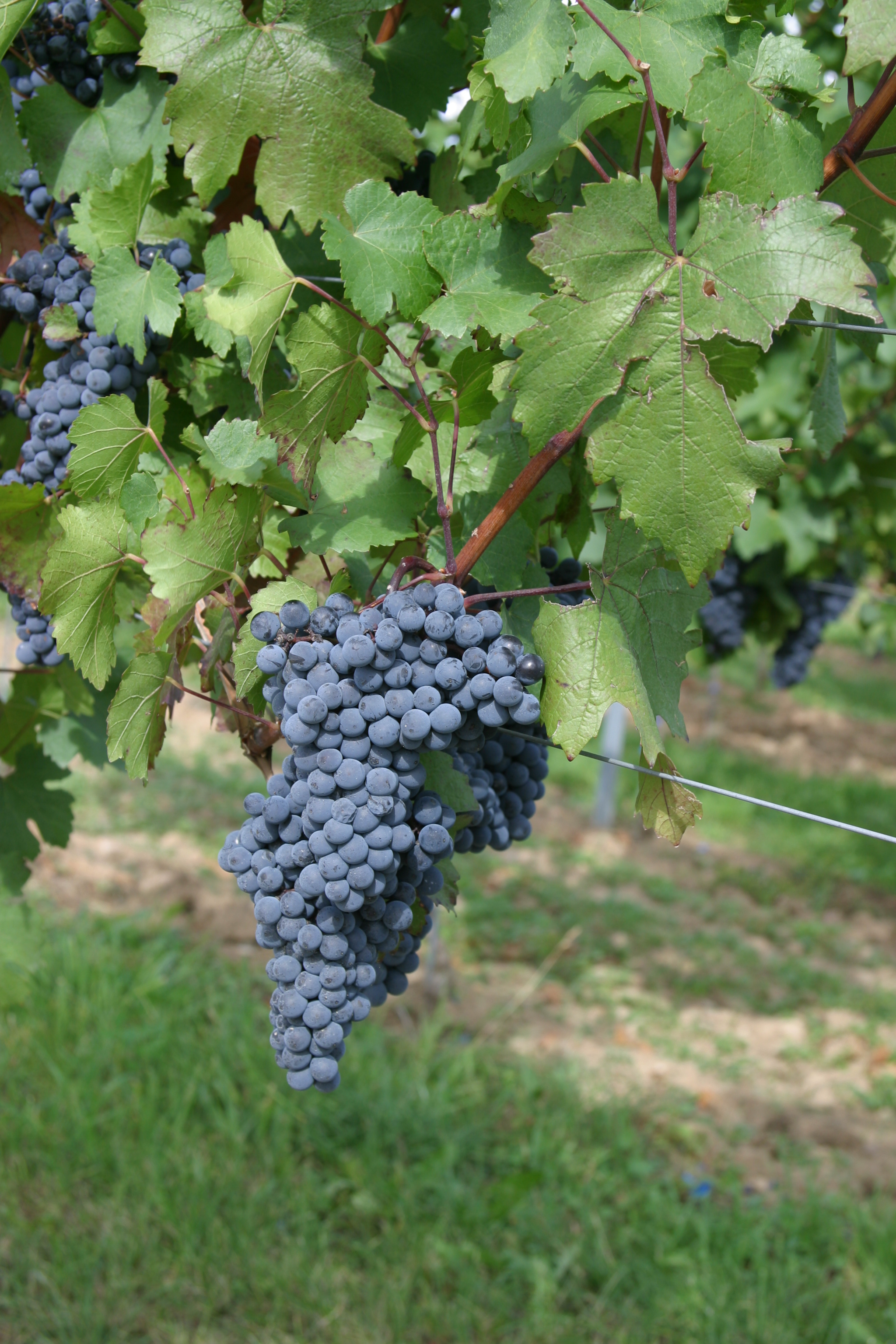